# 荻田長繁
荻田 長繁（おぎた ながしげ）は、安土桃山時代から江戸時代前期にかけての武将。上杉氏、越前松平家の家臣。

## 生涯
永禄5年（1562年）、越後国の戦国大名上杉氏の家臣・荻田備前守孫十郎の子として誕生。天正5年（1577年）2月17日に元服し、主君・上杉謙信より一字を賜り「長繁」と名乗る。
天正6年（1578年）に謙信が死去し、後継者争いである御館の乱が発生すると、長繁は上杉景勝に味方して活躍し、同年7月28日（春日山城大場口での戦い）、9月1日（春日山籠城）の2回、翌年2月3日に景勝から感状を受けた。天正7年（1579年）2月1日には、上杉景虎派の重鎮・北条景広が府中八幡宮に参籠した際を狙い少人数で襲撃し、槍で刺殺。このことで景虎派の勢いは完全に消え、景勝の勝利を早める事に貢献し、長繁の名前が知れ渡った。
天正11年（1583年）9月1日に景勝の清華成に伴い、従者である五位の諸大夫を持つことが出来るようになった事を受けて後陽成天皇の宣旨により、上杉家中では直江兼続の従五位下山城守（8月17日）と色部長真の従五位下修理大夫（8月20日）に次いで3番目の認可で、従五位下主馬亮に任じられた。また、「文禄三年定納員数目録上」の「内越後侍中定納一紙」によれば、荻田主馬丞分53人都合884石6斗1升2合9勺を賜っており注釈に但初糸魚川、後落水ノ城ニ被差置候、勝山ノ城ト後改被成候、其後宰配頭ニ被成候とある。越後分限帳には順位27番目に53人都合884石6斗1升2合9夕で長繁が、順位111番目に8人小半138石5斗で孫市が記載されている。同様の記載が上杉候家士分限簿にも認められ長繁は〆弐拾八人の筆頭に記載され、同じ系列に孫市（孫七郎と記載）が記されている。

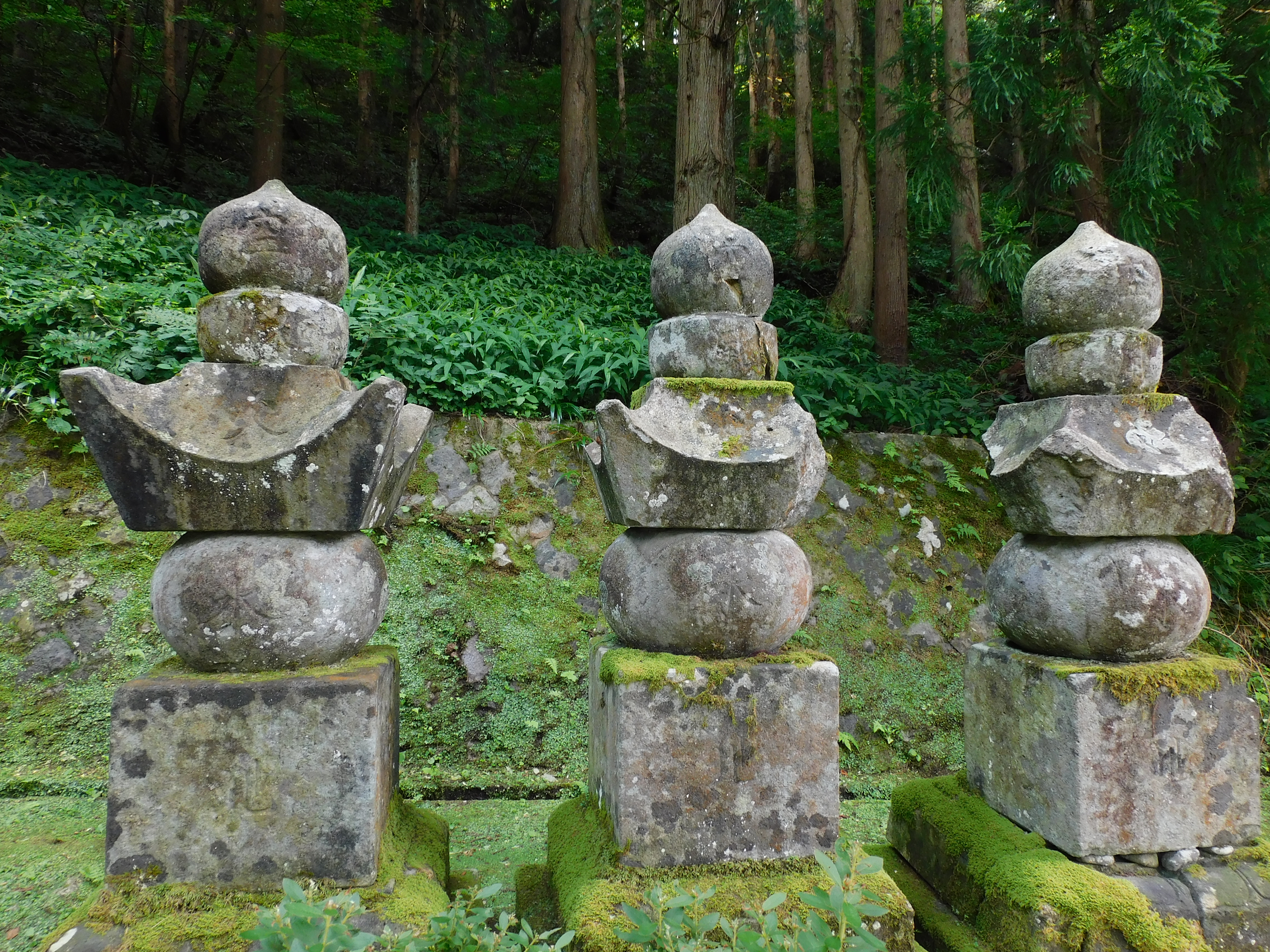
糸魚川市龍光寺にある荻田氏三代の墓。中央が荻田長繁、左が荻田勝定、右が荻田長磐の墓

ところが、文禄3年（1594年）10月28日、豊臣秀吉や諸大名を上杉家屋敷に招いた宴の席で、秀吉が丸薬「外郎（ういろう）」（＝透頂香）を服用するための白湯を献ずる役目を長男・孫十郎孫市が仰せつかった際に、秀吉の眼前で椀を取り落としてしまう。このことが「豊臣の天下に水（湯）を差した」と非難されたため、景勝の怒りを買い「父子ともに出仕に及ばす」との処分を受け、上杉家を追放され浪々の身となった。なお「前出文禄三年定納員数目録」には、注釈に右後出奔と記載されている。
豊臣秀次の誘いで仕官するが、扱いが悪かったために辞し、次に徳川家康の次男・結城秀康に1000石御馬廻衆（「結城秀康給帳」）として仕えた。この仕官に関しては秀康の父・家康が結城氏家老の本多富正を呼び出し、「主馬を小身のまま召抱えるのは秀康の不覚の極み」と語り1万石（「源忠直公御家中給帳」1612年（慶長17年）の記録）の高禄で召抱える事になったといわれている。長繁が後に越前松平家の事柄を記した「荻田主馬亮覚書」の中でこの石田三成襲撃事件の仔細や、秀康が三成から感謝のしるしとして贈られた名刀に「石田正宗」と名づけたという顛末が詳しく記述されている。
秀康の死後はその嫡子・松平忠直に仕え、大坂の陣に参戦。この戦での功により元和元年（1615年）9月5日、家康から直接に茶壷・杯・小袖が贈られ「現在の1万石に加えて、1万石を加増するべき」という賞賛を得る。これにより2万5千石に加増。なお、杯と小袖は後に子孫が川崎市の明長寺に託し現存しており、小袖は葵梶葉文染分辻が花染小袖として重要文化財に指定されている。
忠直が素行不良により配流となり、忠直の子・松平光長が越後国高田藩を立藩した際、長繁は光長に仕えて越後に戻る事となり、清崎城代を勤めた。寛永2年（1625年）頃に隠居し、子・主馬勝定が家督を継いだ。
寛永18年（1641年）、死去。